# Пятнадцатая весна
«Пятнадцатая весна» (другое название — «Присвоить звание героя») — художественный фильм режиссёра Инны Туманян, снятый на киностудии имени Горького. 

## История создания
Фильм основан на реальных событиях. В основу сюжета легли факты биографии 16-летнего партизана-разведчика, Героя Советского Союза (1942) Александра Чекалина (1925-1941), который во время Великой Отечественная войны был схвачен и повешен фашистами в городе Лихвине Тульской области 6 ноября 1941 года. В 1944 году город был переименован в Чекалин.

## Сюжет
Действие фильма начинается весной 1941 года. Главный герой — пятнадцатилетний Саша (Раймундас Банионис), влюблённый в одноклассницу Алёну (Татьяна Друбич). Он приходит в партизанский отряд, где становится связным и выполняет ответственные и опасные задания в рамках подпольной борьбы на территории, оккупированной фашистами.
В результате предательства он попадает в плен. Но, благодаря мужеству и уверенности в победе над захватчиками, он и в плену оказывается несломленным, несмотря на предчувствие своей гибели в юном возрасте.

## В ролях
| Актёр                  | Роль            |
| ---------------------- | --------------- |
| Раймундас Банионис     | Саша            |
| Татьяна Друбич         | Алёна           |
| Александр Калягин      | Астахов         |
| Александр Кайдановский | связной         |
| Николай Волков-мл.     | Тимофеев        |
| Михаил Кононов         | немецкий офицер |
| Хайнц Браун            | немецкий офицер |
| Эрвин Кнаусмюллер      | немецкий офицер |
| Пантелеймон Крымов     | дед Саши        |
| Валентин Никулин       | текст за кадром |

Для Татьяны Друбич ― дебютная роль.

## Съёмочная группа
- Сценарий: Инна Туманян, Борис Медовой
- Режиссёр: Инна Туманян
- Оператор: Валерий Гинзбург
- Художник: Людмила Безсмертнова
- Композитор: Микаэл Таривердиев
- Государственный симфонический оркестр кинематографии
  - Дирижёр: Юрий Силантьев
- Художественный руководитель: Станислав Ростоцкий